# Cheikh Hamdullah
Cheikh Hamdullah ( turc : Şeyh Hamdullah ), né à Amasya en Anatolie était un maître ottoman de la calligraphie islamique.
Il produisit de nombreux textes et inscriptions qui ont survécu jusqu'a nos jours. Il produisit entre autres des copies du Coran, des albums et des livres de prières. Il conçut aussi des inscriptions monumentales sur plusieurs mosquées.
Il était célèbre pour sa maîtrise des six écritures canoniques de la calligraphie islamique et est souvent considéré comme le père de la calligraphie ottomane.

## Biographie
La famille de Cheikh Hamdullah est originaire de Boukhara (Ouzbékistan) avant de s’installer en Anatolie.
Pendant sa formation comme calligraphe, il rencontra Bajazet II, le fils du sultan Mehmed II, pour le compte duquel il travailla lorsque celui-ci devint sultan à son tour. Il devint un maître calligraphe au palais impérial.
Parmi ses contributions majeures, il a recodifié et affiné le style de calligraphie Naskh, développé à l'origine par Yaqut al-Musta'simi. À partir de 1500, la majorité des Corans adoptèrent son nouveau style ottoman, qui perdura pendant plus de 150 ans. Dans les dictionnaires biographiques postérieures, les calligraphes se plaçaient dans la lignée de Cheikh Hamdullah.